# Katherine Tai
Katherine Chi Tai, née le 18 mars 1974, est une avocate et femme politique américaine, membre du Parti démocrate.
Elle est la principale conseillère commerciale du Comité des voies et moyens de la Chambre des représentants des États-Unis dans la deuxième partie des années 2010. 
Du 18 mars 2021 au 20 janvier 2025, elle est représentante commerciale des États-Unis dans l'administration du président Joe Biden.

## Enfance et éducation
Katherine Tai est née dans le Connecticut et a grandi à Washington, DC, où elle a fréquenté la Sidwell Friends School. Ses parents ont immigré aux États-Unis depuis Taiwan,. Elle est diplômée de l'université Yale avec un baccalauréat ès artsen histoire et a obtenu un juris doctor de la Harvard Law School. Elle a enseigné l'anglais à l'université Sun-Yat-sen en tant que boursière Yale-Chine pendant deux ans.

## Carrière
De 2007 à 2014, Katherine Tai a travaillé au bureau du conseiller juridique général du représentant commercial des États-Unis. Elle a alors sous sa responsabilité des dossiers liés à la Chine, de 2011 jusqu'à son départ du poste. Au bureau de l'Avocat général, elle a aussi travaillé sur des affaires commerciales impliquant l'Organisation mondiale du commerce. En 2014, elle devient avocate commerciale pour le Comité des voies et moyens de la Chambre des représentants des États-Unis. Elle est nommée avocate commerciale en chef en 2017.
Pendant son mandat au Comité des voies et moyens, elle a joué un rôle important dans les négociations de la Chambre avec l'administration Trump concernant l'accord États-Unis-Mexique-Canada (USMCA), plaidant pour des dispositions plus strictes en matière de travail. L'Associated Press l'a décrite comme une personne suffisamment « pragmatique pour résoudre les problèmes de politique commerciale »[réf. souhaitée]. 
Le 10 décembre 2020, le président élu Joe Biden annonce son intention de la nommer représentante commerciale des États-Unis dans sa future administration. Le 18 mars 2021, cette nomination est confirmée par le Sénat à l'unanimité avec 98 voix pour (Bernie Sanders et Mazie Hirono n'ayant pas participé au vote).

## Vie privée
Katherine Tai parle couramment le mandarin,.